# كلايتون (مقاطعة نيباغو)
كلايتون، مقاطعة نيباغو (بالإنجليزية: Clayton, Winnebago County, Wisconsin)‏ هي بلدة تقع بولاية ويسكونسن في الولايات المتحدة. تبلغ مساحتها 94.3 (كم²)، وترتفع عن سطح البحر 258 م، بلغ عدد سكانها 3951 نسمة في عام 2010 حسب إحصاء مكتب تعداد الولايات المتحدة وتصل الكثافة السكانية فيها 42 نسمة/كم2.

## وصلات خارجية
- www.townofclayton.net
- The US50 - Cities and Towns in Wisconsin State
- Wisconsin Cities and Towns, Facts, Map, Flag, Colleges, Government, and More